# Kulu
För andra betydelser, se Kulu (olika betydelser).
Kulu är en tätort och ett distrikt i provinsen Konya i centrala Turkiet vid nordväst kust av sjön Tuz Gölü (Saltsjön).
Den ligger mellan Ankara och Konya i mellersta Anatolien.   
Tätorten Kulu med 20.409 (2023) invånare ligger cirka 100 km söder om huvudstaden Ankara och 150 km norr om hemprovinsen Konya. 
Tätorten Kulu är administrativt centrum för distriktet med samma namn. Detta innefattar de sju större samhällena  Kozanlı, Ömeranlı,  Celep, Tuzyaka, Zincirlikuyu, Karacadağ, Kırkpınar samt 28 mindre byar. Kulu distrikts totala befolkning uppgår till 52.447 (år 2023).
Riksvägen D715 mellan Ankara och provinshuvudstaden Konya skär mitt igenom tätorten. Riksväg D715 och Europaväg E90 möts vid Kulu-Makas 10 km norr om stadens centrum.
Kulus största affärsgata, Atatürk Caddesi, består av den livliga stråket mellan riksvägen och centrumtorget. 
Affärsgatan har många guldbutiker, banker, restauranger, kaféer och varuhus. I slutet av gatan vid centrumtorget finns ortens högsta byggnad, det moderna köpcentrumet som också inrymmer kommunhus med en bostadsdel av 13 våningar.
Omkring 40000 personer tros ha utvandrat från Kuludistriktet främst till Sverige men även bland annat till Tyskland, Österrike, Nederländerna, Danmark, Norge och Kanada. 
Utvandringen till Sverige och Västeuropa började som arbetskraftsinvandring i början av 1960-talet och nådde sin topp under 1970-talet. 
Kulu har i över 40 år varit tätt länkat till Sverige. Tiotusentals sverigeturkar, framför allt i Stockholmsområdet, är uppvuxna i Kulu eller har delar av sin släkt i länet. Till en början bidrog regionen med arbetskraft till den svenska industrin. Så småningom blev Kulufamiljerna i Stockholm entreprenörer i restaurang- och kafébranschen, inte minst i pizzeriasvängen.
Kulu är ett samhälle där nästan alla invånare har bott i Sverige eller har familjemedlemmar som bor eller har bott i Sverige. Där finns skyltar på svenska, svenska namn på butiker och företag, och man hör svenska talas på gatorna.

## Olof Palmes park
I Kulus centrum finns en stor kommunägd park. Parken hette tidigare Belediye Parkı och anlades 1972 av borgmästaren Mehmet Yıldız som stadens enda gröna offentliga plats. Parken bytte namn till Olof Palme Parkı 1986 för att hedra den mördade statsministern Olof Palme. Sverige tog sommaren 1965 emot de första gruppen turkiska arbetskraftsinvandrare från just staden Kulu. Palme var mycket omtyckt som politiker bland Kuluborna sedan mitten av 1960-talet. Sveriges dåvarande statsminister Fredrik Reinfeldt besökte Olof Palmes park i Kulu 2009 vid ett officiellt besök i Turkiet.  
Dåvarande integrationsministern Erik Ullenhag besökte sommaren 2014 parken i samband med öppnandet av Sveriges honorärkonsulat i Kulu samt för att uppmärksamma 50-årsjubileet av de första arbetskraftsinvandrarna från Turkiet.

## Düden-sjön
I östra delen av tätorten ligger Düdensjön som är en mellanlandningsplats för särskilt stora flockar av större flamingo (Phoenicopterus roseus) samt häckningsområde för 54 olika fågelarter, flera utrotningshotade och sällsynta. Fågelskådarna har kunnat räkna till 172 fågelarter vid den senast utförda observationen.

## Kända personer från Kulu
- Sultan Kayhan, politiker, socialdemokraterna
- Erkan Zengin, fotbollsspelare
- Fikret Cesmeli, skådespelare, musiker
- Meryem Özkanat, barnskådespelare
- Muharrem Demirok (fadern), politiker, partiledare Centerpartiet